# اوسپخ (باشقیرستان)
اوسپخ (انگلیسی: Uspekh, Republic of Bashkortostan) یک شهرک در شهرستان میاکینسکی استان باشقیرستان کشور روسیه است.